# Avro

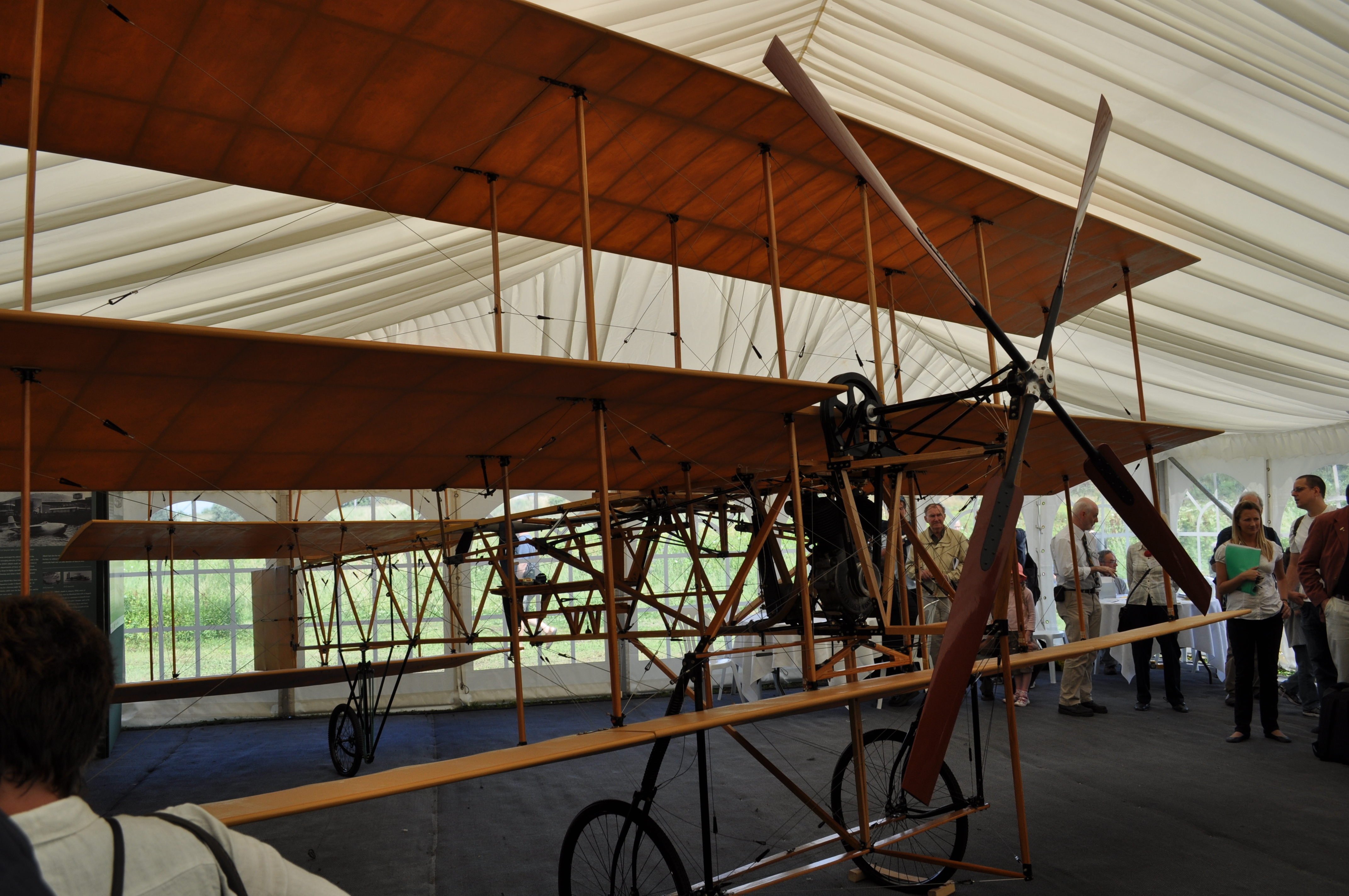
Triplano de 1909.

Avro fue un fabricante de aviones del Reino Unido, conocido por aparatos como el Avro Lancaster que sirvió durante la Segunda Guerra Mundial.

## Primeros años
Alliott Verdon Roe y su hermano H.V. Roe fundaron una de las primeras empresas fabricantes de aeroplanos, A.V.Roe and Company, el 1 de enero de 1910 en Brownsfield Mills, Mánchester, Reino Unido. La empresa creó el primer monoplano provisto de una cabina cerrada con ventanas de celuloide del mundo en 1912, el Avro Tipo F pero el Avro 504, un biplano de madera bien proporcionado, fue el que mantuvo a la firma ocupada durante la Primera Guerra Mundial y los años posteriores. La producción alcanzó los 8.340 aparatos en varias fábricas: Hamble, Failsworth, Miles Platting y Newton Heath, y se mantuvo durante casi veinte años. Este fue un logro considerable, considerando la novedad que representaba la aeronáutica en aquella época.

## El período de entreguerras
En 1920 la compañía abandonó el aeródromo de Alexandra Park, en el sur de Mánchester, donde había realizado pruebas de vuelo durante los años anteriores. Se encontró un lugar nuevo, al sur de la ciudad, en New Hall Farm, Woodford, Cheshire, que sigue siendo utilizado por constructores de aviones, como BAE Systems, hoy en día. En 1928 A.V.Roe fundó la compañía Saunders-Roe, que desarrolló varios diseños revolucionarios para aviones de combate, hidrocanoas y, con el tiempo, un potente modelo de hovercraft.

## La Segunda Guerra Mundial

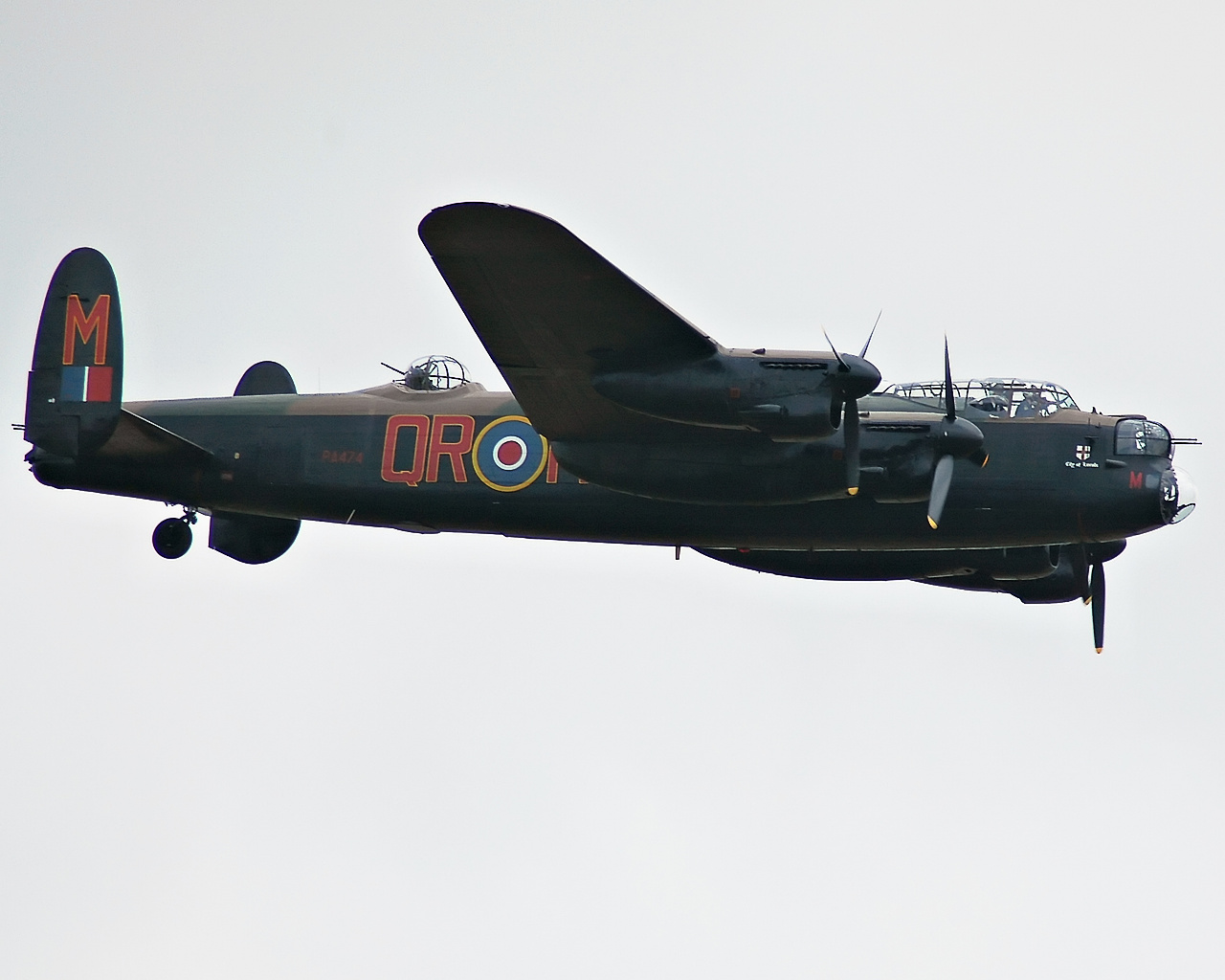
Avro Lancaster.

La empresa, que no había perdido habilidad en el diseño de aviones de entrenamiento, construyó durante la década de 1930 un biplano más robusto, el Avro Tutor, del que la RAF compró un número importante. Un avión de línea con motores de doble pistón, el Anson, fue el siguiente modelo, pero las tensiones creadas en Europa durante estos años llevaron a la firma de nuevo al desarrollo de aeronaves de combate. Los bombarderos Manchester, Lancaster, Lincoln y Vulcan, este posterior a la guerra, fueron diseños especialmente conocidos. Se construyeron más de 7000 Lancaster, y sus aptitudes para el bombardeo llevaron a su uso en la operación  Chastise (castigo) contra las presas alemanas.

## Diseños de posguerra
El diseño civil Avro Lancastrian y el avión de reconocimiento marítimo Avro Shackleton fueron modificaciones del Lancaster. El Tudor fue un avión de línea presurizado que tuvo varios problemas y se encontró con la fuerte competencia de diseños de la Bristol Aeroplane Company, la Douglas Aircraft Company, la Handley Page Aircraft Company y la Lockheed. Tenía los mismos motores y alas que el Lincoln, y solo tuvo un primer vuelo (en junio de 1945) y una producción de 34 unidades, tras lo que la British Overseas Airways Corporation canceló sus encargos. El Avro York, más antiguo, tuvo algo más de éxito en la RAF y en el servicio comercial. Tanto los Tudor como los York jugaron un papel humanitario importante en el bloqueo de Berlín durante la Guerra fría. El Vulcan fue utilizado como bombardero y avión de repostaje durante la campaña británica para reconquistar las Malvinas en 1982. Ninguno ha volado desde 1992, pero varios se exhiben en museos.
Un avión de línea turbopropulsado, el Avro 748, fue desarrollado durante la década de 1950 y vendido por todo el mundo; era propulsado por dos motores Dart de la Rolls Royce. El Royal Flight, el servicio de vuelo privado del gobierno británico, compró unos cuantos; una variante con una rampa de carga trasera se vendió a la RAF y a varios miembros de la Commonwealth, como el Andover, nombre de una ciudad de Hampshire. 
En la década de 1950, la sección canadiense de Avro desarrolló el Avro Arrow, una maravilla técnica, y el interceptor más avanzado de su época. El diseño nunca superó la fase de prototipo; la decisión del gobierno canadiense de abandonar el proyecto por su coste y la aparente obsolescencia de los cazas interceptores contribuyeron al triste final de Avro Canadá.

## Unión

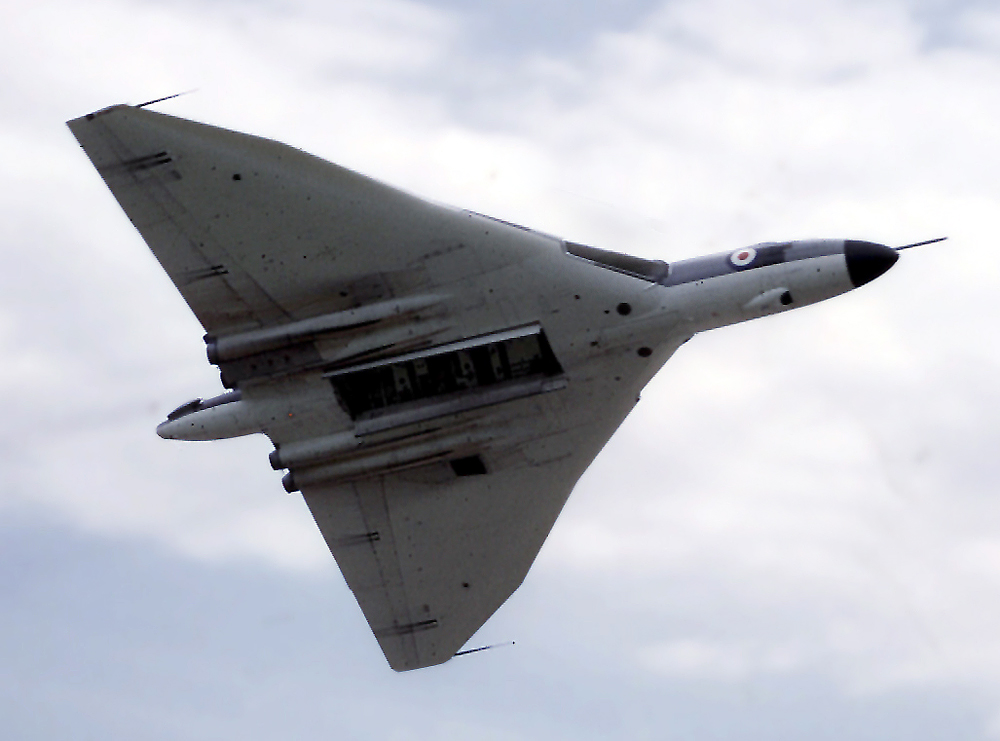
Avro Vulcan.

Cuando la compañía fue absorbida por la Hawker Siddeley Company en julio de 1963, el nombre Avro parecía haber desaparecido para siempre, pero la marca tenía tanto tirón que un avión de línea de pista corta de Hawker Siddeley recibió el nombre de "Avroliner" durante los últimos años de su producción (1994-2001). El BAe ATP (turbopropulsado avanzado) partió del Avro 748 y sigue utilizándose en servicios aéreos nacionales cortos. Unos cuantos 504, Tutor, Anson y Lancaster se mantienen en condiciones de vuelo como recuerdo de la herencia de esta influyente compañía británica. Con 39 años, el ruidoso pero impresionante Shackleton tiene la distinción de ser el aparato con el período de servicio activo en la RAF más prolongado, que duró hasta que fue reemplazado por el English Electric Canberra en 1998.

## Aviones de Avro
- Avro 504
- Avro 534 Baby
- Avro 594 / 616 Avian
- Avro 618 Ten
- Avro 619 Five
- Avro 621 Tutor
- Avro 631 / 643 Cadet
- Avro 638 Club Cadet
- Avro 652A Anson
- Avro 679 Manchester
- Avro 683 Lancaster
- Avro 685 York
- Avro 688 / 689 Tudor
- Avro 691 Lancastrian
- Avro 694 Lincoln
- Avro 696 Shackleton
- Avro 698 Vulcan
- Avro 707
- Avro 748
- Avro CF-100 Canuck
- Avro Jetliner
- Avro Arrow